# QQ Music
QQ Music (кит.: QQ音乐) одна з трьох китайських freemium music streaming'ових послуг, яка належить Tencent'ові під маркою QQ. Станом на 2018 рік, сервіс має 700 мільйонів користувачів та приблизно 120 мільйонів підписників.
У 2016, сервіс було об'єднано China Music Corporation'ом, якому належить другий та третій найбільші стримінґові сервіси KuGou та Kuwo. Після об'єднання, QQ Music наразі має 15% від частки усього китайського музичного онлайнового маркету.
Окрім стримінґу, сервіс використовує свою марку для влаштування щорічних нагород QQ Music Awards.
У 2017 році, шведська музична стрімінгова компанія Spotify придбала 9% частки компанії.

## Бізнес-модель
QQ Music має freemium'ну бізнес-модель, тому базові послуги є безкоштовними з розширенням можливостей у платних підписках. Незважаючи на схожу систему підписання, як у сервісу Spotify, лейбли мають можливість обмеження їхнього контенту тільки для підписників (які відомі як VIP'и або зелені діаманти), або з можливістю придбання на їхньому вебсайті, ціна альбомів яких зазвичай від 19 до 20 юанів. До музикантів, які керуються цією стратегією входять Noah Cyrus, Ariana Grande та Taylor Swift, музику яких можна лише придбати.
Зазвичай QQ Music заохочує користувачів до придбання їхнього VIP-підписання. 

### Акаунти та підписання
Станом на травень 2018, QQ Music пропонує три види підписань.
| Вид             | Прослуховування на Комп'ютері та смартфоні | Звукова якість                     | Офлайнове прослуховування               | Закордонне прослуховування | Музика для придбання | Кастомізація та теми (для смартфонів) |
| --------------- | ------------------------------------------ | ---------------------------------- | --------------------------------------- | -------------------------- | -------------------- | ------------------------------------- |
| QQ Music Free   | Певні пісні.                               | 128kbps стримінґ.                  | Певні пісні                             | Ні                         | Ні                   | Ні                                    |
| QQ Music VIP    | Усі пісні (окрім музики для придбання)     | Усе, включаючи SQ лослес стримінґ. | До 300 завантажуваних пісень на місяць. | Так                        | Так                  | Так                                   |
| QQ Music Luxury | Усі пісні (окрім музики для придбання)     | Усе, включаючи SQ лослес стримінґ. | До 500 завантажуваних пісень на місяць. | Так                        | Так                  | Так                                   |

### Обмеження прослуховувань
QQ Music працює лише у Китаю, проте певний час безкоштовна послуга була вільнодоступною у всьому світові та деякі користувачі надавали перевагу QQ Music замість платних сервісів, як Apple Music або Spotify. У 2016, для посилення копірайтових обмежень, QQ Music почали блокувати міжнародних та іноземних користувачів, зазвичай отриманням помилки у час спроби відтворення музики, як: '抱歉，应版权方要求，暂无法在当前国家或地区提供此歌曲服务' ('Перепрошуємо, ця пісня недоступна у цій країні або регіоні за вимогою копірайтового власника). У 2017, Alibaba Music і Tencent Music мали згоду для співпраці стосовно копірайтів, дозволяючи сервісам  Xiami (належить Alibaba Music) та QQ Music обмінюватися ексклюзивними копірайтовими правами. Проте Alibaba Music має ексклюзивні права на певні релізи компаніх S.M. Entertainment Korean (як: Luna, EXO, EXO-CBX, Girls' Generation) і це означає що користувачі QQ Music та інших конкурентних сервісів не матимуть змоги простримити ці пісні.

### Downloads
Завантаження з QQ Music обмежене до кількох пісень для непідписників. Лейбли мають змогу контролювати які з пісень можливо завантажити безкоштовно, а які лише користувачам, які підписані на VIP-план. Завантаження з вільного плану мають DRM'овий захист на телефонах та ПК, проте VIP-завантаження вільні від DRM'у на комп'ютерах, хоча також захищені на мобільних платформах. Купляючи альбом, користувач "прив'язується" to до цього альбому, і коли навіть термін дії VIP-підписки досягає кінця, користувач матиме змогу безкоштовно програвати цей альбом.

### Технічна інформація
QQ Music є пропрієтарним програмним забезпеченням та зазвичай використовує DRM'овий захист.
Стрими та завантаження можливі у двох форматах, формат MP3 використовується для стримів і завантажень у 128 kbit/s та 320 kbit/s для високої якості - High Quality (має абревіатуру HQ у Китаю). Формат FLAC використовується для SQ стримів та завантажень. HQ та SQ стрими і завантаження можливі лише для планів VIP та Luxury. SQ стрими недоступні у вебпрогравачеві QQMusic.

## Відсилання
1. ↑  Tencent to merge QQ Music service with China Music Corp to create streaming giant. South China Morning Post (англ.). Архів оригіналу за 13 вересня 2016. Процитовано 4 травня 2018.
2. ↑  3 липня 2014; 10 років тому
3. ↑  Tencent may have the largest tech IPO ever. Proactiveinvestors NA (англ.). Архів оригіналу за 22 червня 2018. Процитовано 25 квітня 2018.
4. ↑  Dangerous Woman (Deluxe) (危险女人（豪华版）) - QQ音乐-千万正版音乐海量无损曲库新歌热歌天天畅听的高品质音乐平台！. y.qq.com (zh-cn) . Архів оригіналу за 8 серпня 2018. Процитовано 4 травня 2018.
5. ↑  ...Ready For It?-Taylor Swift - QQ音乐-千万正版音乐海量无损曲库新歌热歌天天畅听的高品质音乐平台！. y.qq.com (zh-cn) . Архів оригіналу за 4 травня 2018. Процитовано 4 травня 2018.
6. ↑  首页|绿钻官网. y.qq.com (zh-cn) . Архів оригіналу за 4 травня 2018. Процитовано 4 травня 2018.
7. ↑  Alibaba and Tencent collaborate on music copyright · TechNode. TechNode (амер.). 12 вересня 2017. Архів оригіналу за 8 серпня 2018. Процитовано 4 травня 2018.
8. ↑  Alibaba, NetEase Strike Chord on Music Streaming | Alizila.com. Alizila.com (амер.). 7 березня 2018. Архів оригіналу за 5 травня 2018. Процитовано 4 травня 2018.

## Зовнішні ланки
- Офіційний сайт (кит.)